# Championnats du monde de triathlon longue distance 1995
Les Championnats du monde de triathlon longue distance 1995 présentent les résultats des championnats mondiaux longue distance de triathlon en 1995 organisés par la fédération internationale de triathlon.
Ces 2e championnats se sont déroulés à Nice en France le 1er octobre 1995 dans le cadre du Triathlon international de Nice.

## Distances
| Distances course (kilomètres) | Distances course (kilomètres) | Distances course (kilomètres) |
| Natation                      | Vélo                          | Course à pied                 |
| ----------------------------- | ----------------------------- | ----------------------------- |
| 4                             | 120                           | 32                            |

## Résultats

### Homme
| Rang   | Athlète            | Pays        | Temps           |
| ------ | ------------------ | ----------- | --------------- |
| Or     | Simon Lessing      | Royaume-Uni | 5 h 46 min 17 s |
| Argent | Luc Van Lierde     | Belgique    | 5 h 48 min 23 s |
| Bronze | Peter Reid         | Canada      | 5 h 51 min 17 s |
| 4      | Philippe Méthion   | France      | 5 h 52 min 03 s |
| 5      | Christoph Mauch    | Suisse      | 5 h 52 min 21 s |
| 6      | Éric Lacaze        | France      | 5 h 53 min 31 s |
| 7      | Yves Cordier       | France      | 5 h 54 min 13 s |
| 8      | Olivier Bernhard   | Suisse      | 5 h 54 min 48 s |
| 9      | Eimert Vanderbosch | Pays-Bas    | 5 h 57 min 05 s |
| 10     | Olaf Rennicke      | Allemagne   | 5 h 58 min 44 s |

### Femme
| Rang   | Athlète            | Pays             | Temps           |
| ------ | ------------------ | ---------------- | --------------- |
| Or     | Jenny Rose         | Nouvelle-Zélande | 6 h 28 min 43 s |
| Argent | Ute Schäfer        | Allemagne        | 6 h 39 min 58 s |
| Bronze | Ines Estedt        | Allemagne        | 6 h 41 min 13 s |
| 4      | Lauren Alexander   | États-Unis       | 6 h 43 min 51 s |
| 5      | Serra Boned        | Espagne          | 6 h 44 min 15 s |
| 6      | Anne-Marie Rouchon | France           | 6 h 44 min 22 s |
| 7      | Katinka Wiltenburg | Pays-Bas         | 6 h 47 min 34 s |
| 8      | Marcia Ferreira    | Brésil           | 6 h 52 min 36 s |
| 9      | Hélène Salomon     | France           | 6 h 52 min 41 s |
| 10     | Lydie Reuze        | France           | 6 h 54 min 19 s |

## Tableau des médailles
| Rang  | Nation           | Or | Argent | Bronze | Total |
| ----- | ---------------- | -- | ------ | ------ | ----- |
| 1     | Nouvelle-Zélande | 1  | 0      | 0      | 1     |
| -     | Royaume-Uni      | 1  | 0      | 0      | 1     |
| 3     | Allemagne        | 0  | 1      | 1      | 2     |
| 4     | Belgique         | 0  | 1      | 0      | 1     |
| 5     | Canada           | 0  | 0      | 1      | 1     |
| Total | Total            | 2  | 2      | 2      | 6     |